# Road Salt One
Road Salt One è il settimo album in studio del gruppo musicale svedese Pain of Salvation, pubblicato il 17 maggio 2010 dalla Inside Out Music.
L'album si discosta ulteriormente dal genere Progressive metal che ha fatto conoscere la band negli anni passati: presenta infatti influenze Hard rock e Blues rock, ma anche elementi da altri generi sperimentali per lo stile del gruppo.

## Tracce
Standard EditionConfezione standard con libretto da 20 pagine.
1. No Way - 5:26
2. She Likes to Hide - 2:57
3. Sisters - 6:15
4. Of Dust - 2:32
5. Tell Me You Don't Know - 2:42
6. Sleeping Under the Stars - 3:37
7. Darkness of Mine - 4:15
8. Linoleum - 4:55
9. Curiosity - 3:33
10. Where It Hurts - 4:51
11. Road Salt - 3:02
12. Innocence - 7:13

Limited EditionDigipack con libretto da 24 pagine.
1. What She Means to Me (bonus track)
2. No Way (extended edit)
3. She Likes to Hide
4. Sisters
5. Of Dust
6. Tell Me You Don't Know
7. Sleeping Under the Stars
8. Darkness of Mine
9. Linoleum
10. Curiosity
11. Where It Hurts
12. Road Salt (extended edit)
13. Innocence